# قرار مجلس الأمن التابع للأمم المتحدة رقم 838
قرار مجلس الأمن التابع للأمم المتحدة رقم 838، الذي تم تبنيه بالإجماع في 10 يونيو 1993، بعد إعادة التأكيد على القرار 713 (1991) وجميع القرارات اللاحقة بشأن الوضع في يوغوسلافيا السابقة، ولا سيما البوسنة والهرسك، ناقش المجلس الخيارات المتاحة لنشر مراقبين دوليين في حدود البوسنة والهرسك لضمان تنفيذ قرارات مجلس الأمن السابقة.
وكرر المجلس مطالباته الواردة في القرارين 752 (1992) و819 (1993) الذين دعيا إلى إنهاء التدخل الأجنبي في البوسنة والهرسك ووقف جمهورية يوغوسلافيا الاتحادية (صربيا والجبل الأسود) عن إمداد القوات شبه العسكرية الصربية البوسنية بالأسلحة والمعدات العسكرية. وأدينت انتهاكات القرارات 757 (1992)، 787 (1992) و820 (1993) التي انطوت على أعمال وقعت بين صربيا والجبل الأسود والمناطق المحمية في كرواتيا ومناطق البوسنة والهرسك الخاضعة لسيطرة صرب البوسنة. وفي هذا الصدد، نظر المجلس في إمكانية نشر مراقبين حول حدود البوسنة والهرسك على النحو المشار إليه في القرار 787 (1992).
وأشار القرار أيضاً إلى قرار صربيا والجبل الأسود بحظر جميع الإمدادات باستثناء المساعدات الإنسانية لفصائل صرب البوسنة شبه العسكرية وحث المجلس البلاد على تنفيذ الالتزام. تمت التوصية بخطة فانس أوين للسلام كحل سلمي للصراع في المنطقة.
وطُلب من الأمين العام بطرس بطرس غالي تقديم تقرير إلى مجلس الأمن بشأن الخيارات المتاحة لنشر مراقبين دوليين لمراقبة حدود البوسنة والهرسك مع إعطاء الأولوية لحدودها مع صربيا والجبل الأسود. وطُلب منه الاتصال بالدول الأعضاء من أجل ضمان توافر أي مواد مستمدة من المراقبة الجوية.

## روابط خارجية
- نص القرار في undocs.org